# Phycis blennoides
Mostelle de fond, Mostelle de vase, Moustelle de vase
Espèce
Phycis blennoides, la Mostelle de fond, Mostelle de vase ou Moustelle de vase, est une espèce de poissons marins de la famille des Phycidae.

## Répartition, habitat

Aire de répartition de la mostelle de fond.

Ce poisson se rencontre en Méditerranée occidentale, en mer Ionienne et dans l'Atlantique est, depuis les Canaries jusqu'au nord de la Norvège, ainsi qu'autour des Açores et de l'Islande. C'est une espèce benthopélagique qui vit habituellement entre 10 et 800 m de profondeur, mais, en mer Ionienne, elle se rencontre entre 300 et 1 047 m. Elle apprécie les fonds sableux et vaseux.

## Description
Phycis blennoides peut mesurer jusqu'à 110 cm de longueur totale mais sa taille habituelle est généralement inférieure à 45 cm. Son poids maximal enregistré est de 3,5 kg et son âge maximal de 20 ans. Ce poisson présente une couleur brune à gris rougâtre s'éclaircissant sur le ventre. Sa première nageoire dorsale est environ deux fois plus haute que la seconde. Ses nageoires pelviennes sont également bien plus longues et dépassent l'origine de la nageoire anale. De plus, les nageoires dorsales ainsi que la nageoire anale présentent une bordure noire. Ce poisson se nourrit de petits poissons et de crustacés.

## Intérêt économique
La mostelle de fond est pêchée et commercialisée pour l'alimentation humaine.

## Confusions possibles
La mostelle de fond peut être confondue avec la mostelle de roche (Phycis phycis).

## Systématique
Le nom valide complet (avec auteur) de ce taxon est Phycis blennoides (Brünnich, 1768).
L'espèce a été initialement classée dans le genre Gadus sous le protonyme Gadus blennoides Brünnich, 1768.
Ce taxon porte en français les noms vernaculaires ou normalisés suivants : Mostelle de fond, Mostelle de vase,, Moustelle de vase.
Phycis blennoides a pour synonymes :
- Batrachoides gmelini Risso, 1810
- Blennius gadoides Lacepède, 1800
- Gadus albidus Gmelin, 1789
- Gadus bifurcus Walbaum, 1792
- Gadus blennoides Brünnich, 1768
- Phycis blennioides (Brünnich, 1768)
- Phycis furcatus Fleming, 1828
- Phycis tinca Bloch & Schneider, 1801
- Urophycis blennioides (Brünnich, 1768)